# مه (اسطوره‌شناسی)

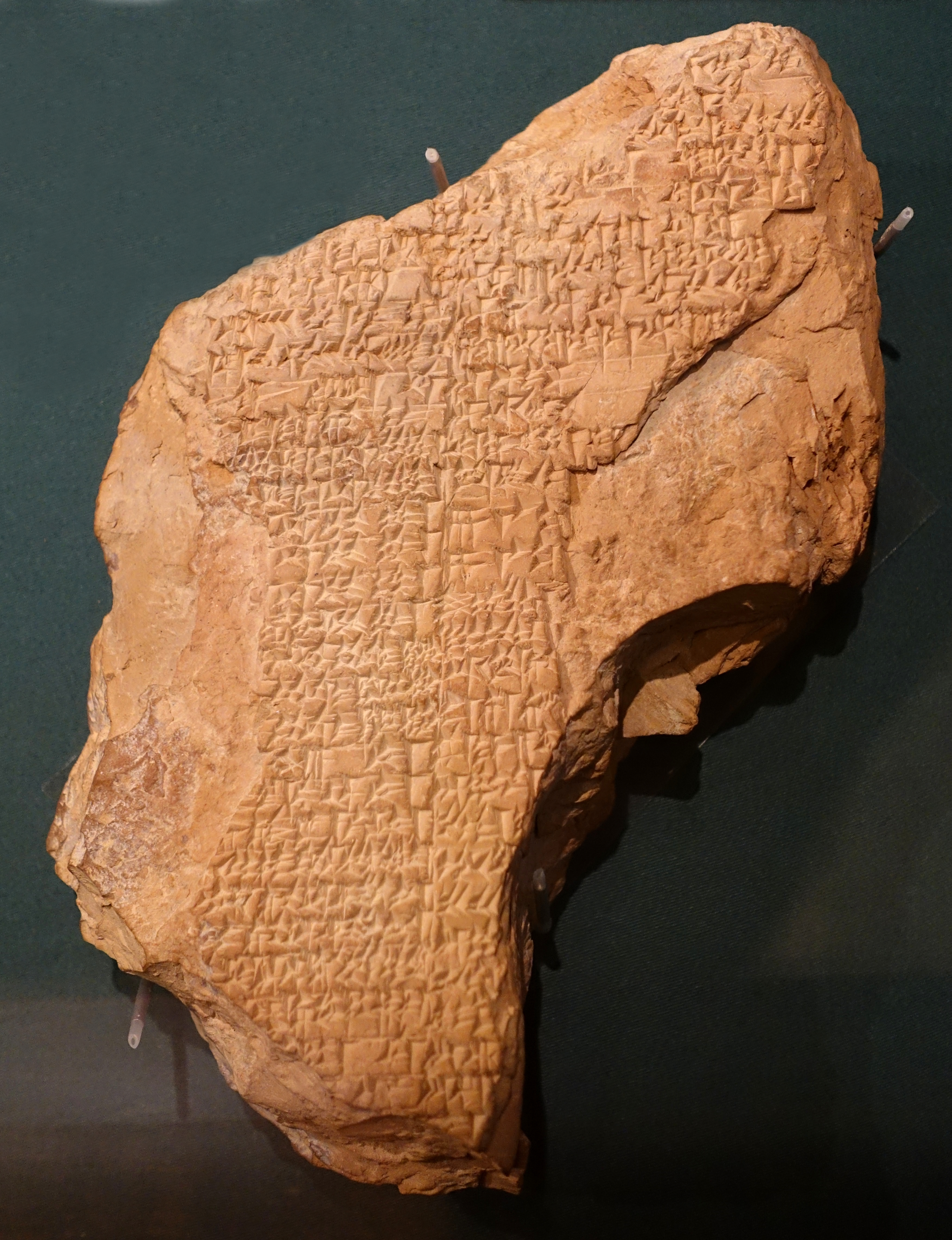
ترجمه: «همانطور که من اینانا به کوه نزدیک شدم احترامی به من نشان نداد، همانطور که به رشته کوه ابیه نزدیک شدم احترامی به من نشان نداد. چون لبهایشان را برای من به خاک نمالیدند، من شخصاً رشته کوه سر به فلک کشیده را از وحشت خود پر خواهم کرد.

در اسطوره‌های سومری، مه (سومری: me) به یکی از دستورهای خدایان گفته می‌شد که از نظر سومریان باستان بنیان نهادهای اجتماعی، دین، فناوری، عرف، و وضعیت انسانی بودند و تمدن را ممکن می‌ساختند. مه‌ها اصول درک سومریان در باب رابطه بین آدمی و الوهیت بودند.

## ریشه‌شناسی
بنابر شعر «انکی و نظم جهان»، مه‌ها در اصل از سوی انلیل جمع‌آوری شدند و سپس تحویل انکی گردیدند تا آنها را بین شهرهای سومری، از جمله شهر خودش اریدو و دیگر شهرها چون اور، ملوها، و دیلمون پخش کند. این شعر همچنین مسئولیت خدایان کوچکتر را در مورد اتفاقات طبیعی و صنایع توصیف می‌کند.